# 허건
허건(許楗, 1907년 6월 12일 ~ 1987년 11월 5일)은 대한민국의 동양화가이다. 화가와 서예가로 궁중화와 남종화의 대가이다. 전라남도 진도 출신으로 본관은 양천이며 호는 남농이다. 화가 소치 허유의 손자이자 화가 허형의 넷째 아들이다.

## 생애

### 출생과 가계
허건은 1907년 진도군 의신면 사천리에서 조선 헌종 때 궁중화가였으며 시와 글씨, 그림에 뛰어나 ‘시·서·화’ 삼정이라 불리던 화공 소치 허유(또는 허련) 선생의 손자이며 마찬가지로 화가였던 미산 허형의 넷째 아들로 태어났다. 형 허윤대, 동생 허림 역시 화가였다. 조선 세조 때의 문신 충정공 허종(許琮)의 15대손으로 그의 선대는 대대로 화가 가문이었다. 아버지 허형은 그가 화가가 되겠다는 꿈을 만류하였으나 그는 화가가 되기를 고집하여 아버지도 그의 꿈을 꺾지는 못했다. 어깨너머로 사군자를 배웠다가 그림의 재주를 알아본 부친에게 화술을 전수받았다.

### 일제 강점기 활동
15세때 강진의 세류보통학교에 입학했다가 집안이 목포로 이사하여 목포북소학교로 전학, 소학교 재학 중 전국소년전람회에 작품을 출품 최고상을 수상했다. 1927년 목포 상업전수학원을 졸업하고 부친으로부터 익힌 그림이 제9회 선전(오늘날의 국전에 해당)에서부터 23회까지 연속 입선하고 1930년 조선미술전람회에 첫 출품하여 입선하였다. 1944년에는 조선미술전람회선전 및 총독상을 수상하였으나, 추운 겨울 화실에서 작품활동을 하다가 동상에 걸렸으나 비용을 마련하지 못해 치료를 못하고 1943년 36세 되던 해에 한쪽 다리를 잃었다.
아버지 허형이 매각한 운림산방을 형 허윤대와 함께 돈을 모아 다시 매입하였고, 허윤대 사후 그가 운림산방을 관리하게 되었다.

### 광복 이후 활동
그러나 다리를 잃은 것에 굴하지 않고 활발하게 활동하며 그림을 그렸다. 해방 후 1951년 대한민국미술전람회 추천작가가 되고 1955년에는 국전 초대작가 및 심사위원이 되었다. 그의 이러한 예술적 활동이 인정을 받아 전남문화상, 대한민국 문화훈장 등 수많은 상을 받았으며 대한민국 예술원활동이 인정을 받았다. 1946년 남종화를 연구하는 남화 연구원을 개원했고, 1955년 국전의 초대 작가로 초빙되었으며 1957년 화가들의 모임인 백양회白陽會) 창립 멤버가 되었다. 1960년 동 미술전람회 심사위원으로 위촉되었다.
이후 1975년 목포 난석회의 창림에 참여하여 3대 난석회 회장을 역임하고 예총 목포지부장에도 선출되어 9년 동안을 예총 목포지부장을 지냈고 자신이 가지고 있던 할아버지 소치, 아버지 미산을 중심으로 귀한 고미술품과 수석들을 아낌없이 목포시에 기증하고 남농미술관(후에 남농기념관의 전신)을 지어 후배들로 하여금 그의 예술세계를 살펴보고 이어갈 수 있도록 하였다. 1976년 남농상(南農賞)을 제정하여 후배 화가와 서예가들을 후원하였다. 1983년 대한민국예술원 원로회원에 선출되었다.

### 사후
1987년 서울대병원에서 십이지장 수술을 받고 병세가 악화되어 회복이 어렵다는 통고를 받고 목포의 집으로 내려가던 중 차안에서 사망했다. 당시 그의 나이 81세였다. 무안군 삼양면 왕산리에 안장되었다.

## 상훈
- 1979년 목포 성옥문화상(聲玉文化賞)
- 1982년 은관문화훈장(2등급)
- 1982년 목포시민상
- 1985년 전라남도 무등문화상

## 저서
- 《남종회화사》(1994)

## 가족 관계
아버지 허형은 할아버지 허유의 넷째 아들이다. 그 역시 그의 아버지 허형의 넷째 아들이었다.
- 할아버지 : 소치 허련
  - 백부 : 허은(許殷, 화가, 선미산)
  - 중부 : 허략
  - 숙부 : 허함
- 아버지 : 미산 허형, 허형은 소치 허유의 넷째 아들이었다.
  - 형 : 허윤대
    - 조카 : 허원만
      - 종손 : 허은(許垠, 화가)

  - 형 : 허용대
    - 조카 : 허원의
      - 종손 : 허청규, 화가

  - 형 : 허송대
  - 동생 : 허림(1917~1942)
    - 조카 : 허문, 화가
- 부인 :
  - 아들 : 허경
    - 손자 : 허진

  - 아들 : 허병
    - 손자 : 허재
    - 손자 : 허준

  - 아들 : 허연
    - 손녀 : 허윤선
    - 손녀 : 허윤경

  - 딸: 허기숙
  - 딸: 허차정

## 기타
아들의 병원비를 마련하려고 부산에서 먼길을 온 노파에게 무료로 그림을 그려주기도 했다. 뒤에 노파는 아들을 치료한 것에 대한 감사로 선물을 보내왔으나 사양하였다. 또한 각종 자선 사업에도 동참하여 기금을 마련하였으며, 고아와 불우한 노인에게 기탁금을 희사하기도 하여 그에게는 목포의 어른, 호남의 어른이라는 별칭이 붙기도 했다.
1980년 5월 그의 작품 회고전이 동아일보사 주최로 서울에서 열렸을 때 주위에서 한번 다녀올것을 권유했으나 당시 광주에서 사람이 상하는데 전람회를 하고 있다는 것 자체가 죄스럽고 부끄럽다며 사양하였다.

## 같이 보기
- 난초
- 남농기념관
- 허림
- 허유 (조선)
- 허윤대
- 허형
- 흥선대원군
- 김기창
- 김인승
- 운림산방
- 유달산
- 김성수
- 남종화
- 북종화

## 참고 문헌
- 허건, 남종회화사 (서문당, 1994)